# تونجیرو
تونجیرو یا بوتاجیرو (به ژاپنی: 豚汁 とんじる、ぶたじる Tonjiru)، نوعی غذا در آشپزی ژاپنی است که آب پز کردن گوشت خوک و سبزیجات با چاشنی میسو تهیه می‌شود. معمولاً این غذا در فصل سرما و زمستان پخته می‌شود. طبق نظر پرسی ان اچ کی در سرتاسر ژاپن ۵۴ درصد از کسانی که در نظرپرسی شرکت کردند به این سوپ تونجیرو و ۴۶ درصد بوتاجیرو می‌گویند. به عنوان مواد در آن گوبو، دایکون، هویج، سس سویا، تره فرنگی، توفو، آبوراآگه، کون‌نیاکو، سیب زمینی، تارو به کار برده می‌شود.